# Gilmore City
Gilmore City és una població dels Estats Units a l'estat d'Iowa. Segons el cens del 2000 tenia 556 habitants.

## Demografia
Segons el cens del 2000, Gilmore City tenia 556 habitants, 257 habitatges, i 160 famílies. La densitat de població era de 173,1 habitants/km².
Dels 257 habitatges en un 25,7% hi vivien nens de menys de 18 anys, en un 49% hi vivien parelles casades, en un 8,6% dones solteres, i en un 37,7% no eren unitats familiars. En el 35,8% dels habitatges hi vivien persones soles el 20,2% de les quals corresponia a persones de 65 anys o més que vivien soles. El nombre mitjà de persones vivint en cada habitatge era de 2,16 i el nombre mitjà de persones que vivien en cada família era de 2,75.
Per edats la població es repartia de la següent manera: un 22,1% tenia menys de 18 anys, un 7% entre 18 i 24, un 23% entre 25 i 44, un 25% de 45 a 60 i un 22,8% 65 anys o més.
L'edat mediana era de 44 anys. Per cada 100 dones de 18 o més anys hi havia 90,7 homes.
La renda mediana per habitatge era de 31.827 $ i la renda mediana per família de 40.208 $. Els homes tenien una renda mediana de 26.176 $ mentre que les dones 21.389 $. La renda per capita de la població era de 15.511 $. Entorn del 3,8% de les famílies i el 7,9% de la població estaven per davall del llindar de pobresa.

## Poblacions més properes
El següent diagrama mostra les poblacions més properes.